# شمشیر های روان
شمشیرهای روان (انگلیسی: Liquid Swords) دومین جٌنگ رپر آمریکایی و عضو گروه هیپ-هاپ وو-تنگ کلن، جیزا است که در ۷ نوامبر ۱۹۹۵ میلادی توسط گفن رکوردز منتشر شد. جلسات ضبط آلبوم در اواسط سال ۱۹۹۵ میلادی در استودیوی زیرزمینی رزا در شهر نیویورک و در منطقه استتن آیلند آغاز شد. این جنگ از بسیاری از دیالوگ های فیلم سامورایی شوگون قاتل استفاده می کند. ترانه های شمشیرهای روان فضایی تاریک و سیاه را ترسیم میکنند. سروده های این جٌنگ در زمینه هایی مانند شطرنج، بزهکاری و فلسفه هستند. در شمشیرهای روان هشت عضو دیگر وو-تنگ کلن به عنوان رپکن مهمان حضور دارند.